# 龙窝寺石窟
龙窝寺石窟，位于中国河北省石家庄市天长镇小龙窝村，为石家庄市井陉县的一个省级文物保护单位，类型为石窟寺，公布时间为1993年7月15日。
龙窝寺石窟的历史年代为宋、明。